# 台湾鉄路管理局DR3100型気動車
DR3100型気動車（ディーアール3100がたきどうしゃ）は、台湾鉄路管理局（現台湾鉄路公司）が自強号用として、1998年に導入された気動車である。

## 概要
台鉄では、東部幹線の自強号の慢性的な混雑を解消するため、1990年にDR3000型81両を導入したが、それでも混雑は解消されなかったことから、1998年（民国87年）に増備されたのが本形式である。1998年8月より運用を開始した。
製造は、DR3000型の日立製作所に代わって日本車輌製造となったが、電装系は引き続き日立製作所の担当であり、性能的にもほぼ同じである。車体艤装は、DR3000型に準じているものの、同時期に製造された支線用の気動車であるDRC1000型と共通した設計を取り入れている。客用扉は片開きの片側2扉を採用しており、これまでの優等列車より乗降時間が短縮された。
第一編成（DR3101-DR3051-DR3102）は完成車で輸入されたが、第二編成以降は日車の技術支援のもとで唐栄鉄工廠（現在の台湾車輌）にて製造された。なお台鉄では、東部幹線や南廻線の電化により、今後は気動車の増備を行わない方針を決定しており、本形式が台鉄最後の自強号用気動車になる見込み。
台東までの電化が開業して以降、主に南廻線を初めとする、台湾南部の自強号用として使用されているが、台東線では、故障の多いEMU500型の代車として、区間車として使用されることもある。

## 列車編成
|        |        |        |  |  |  |  |  |  |  |  |  |  |  |  |  |
| DR3100 | DR3150 | DR3100 |  |  |  |  |  |  |  |  |  |  |  |  |  |

- 制御車(DR3100): DR3100型、20両
- 付随電源車(DR3150): DR3150型、10両

## ギャラリー

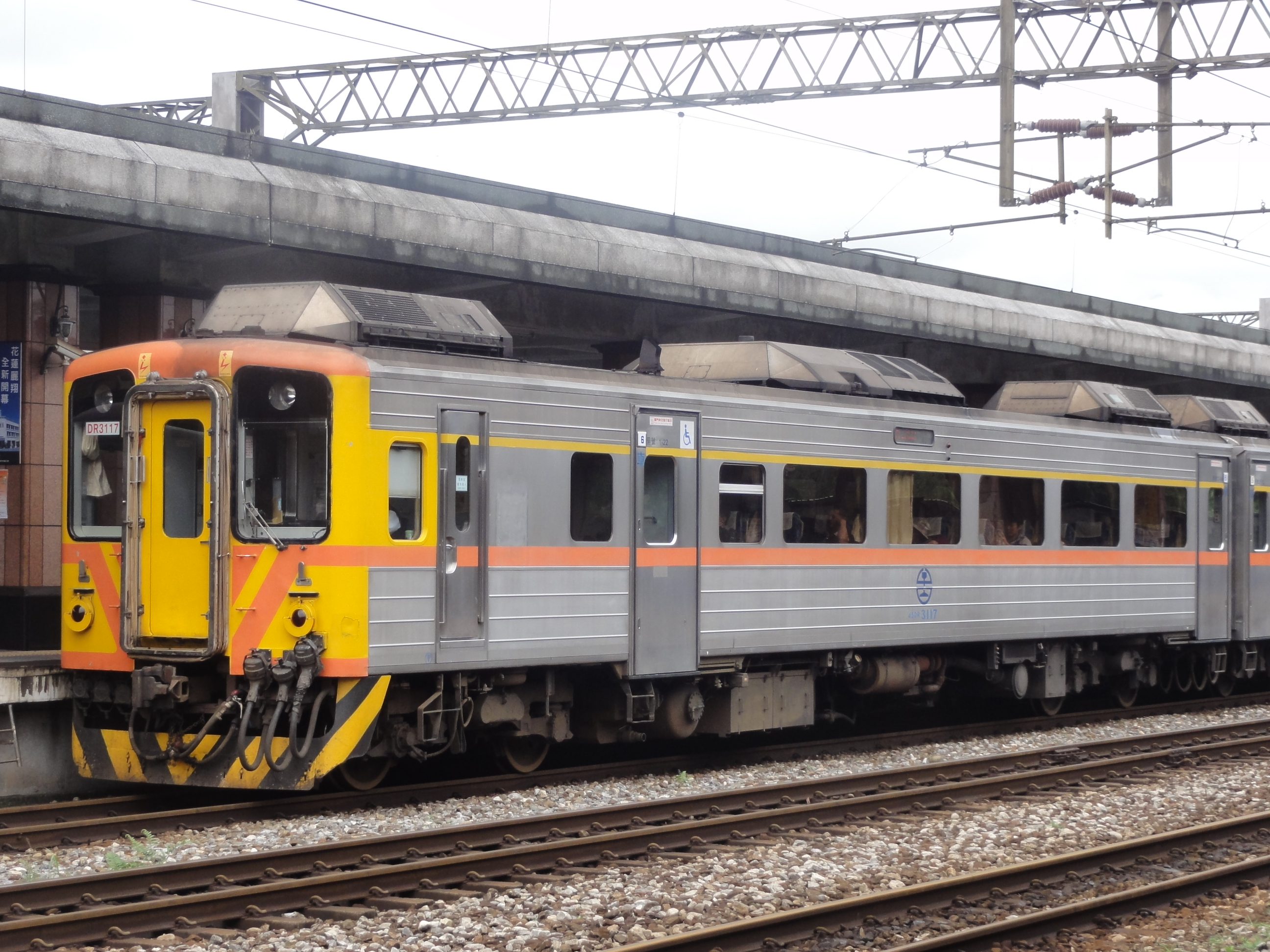
制御車: DR3100型
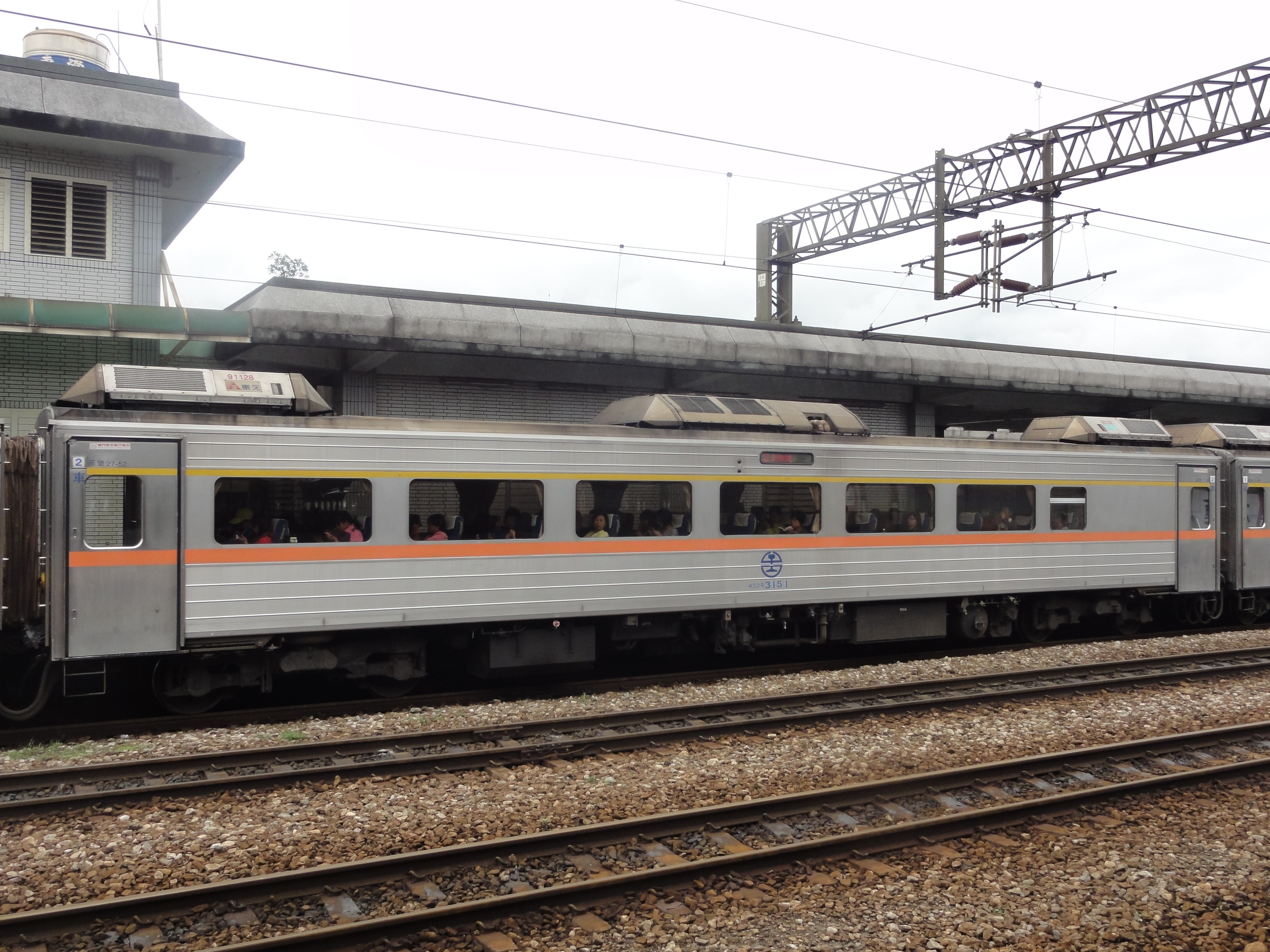
付随電源車: DR3150型
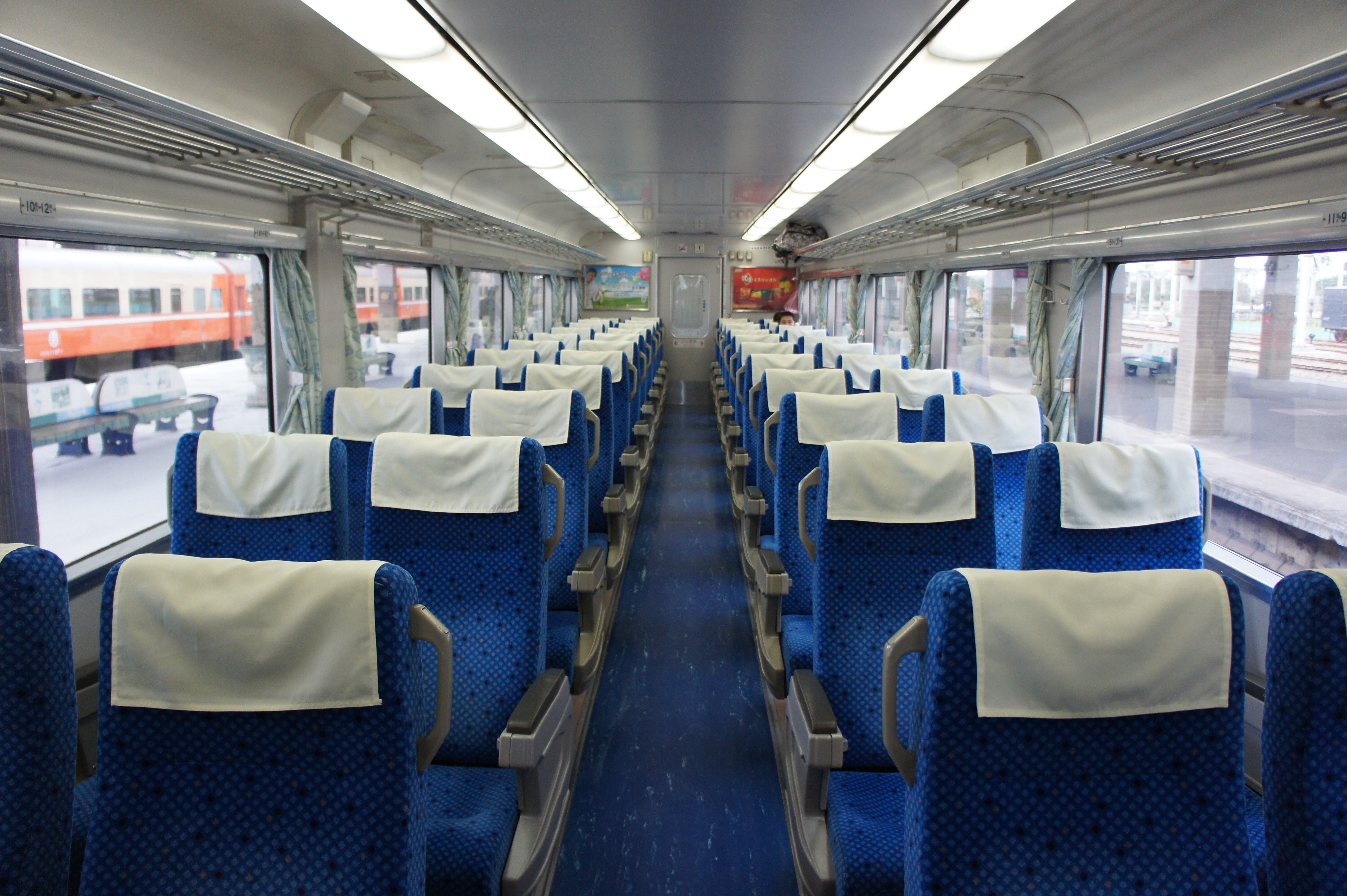
車内
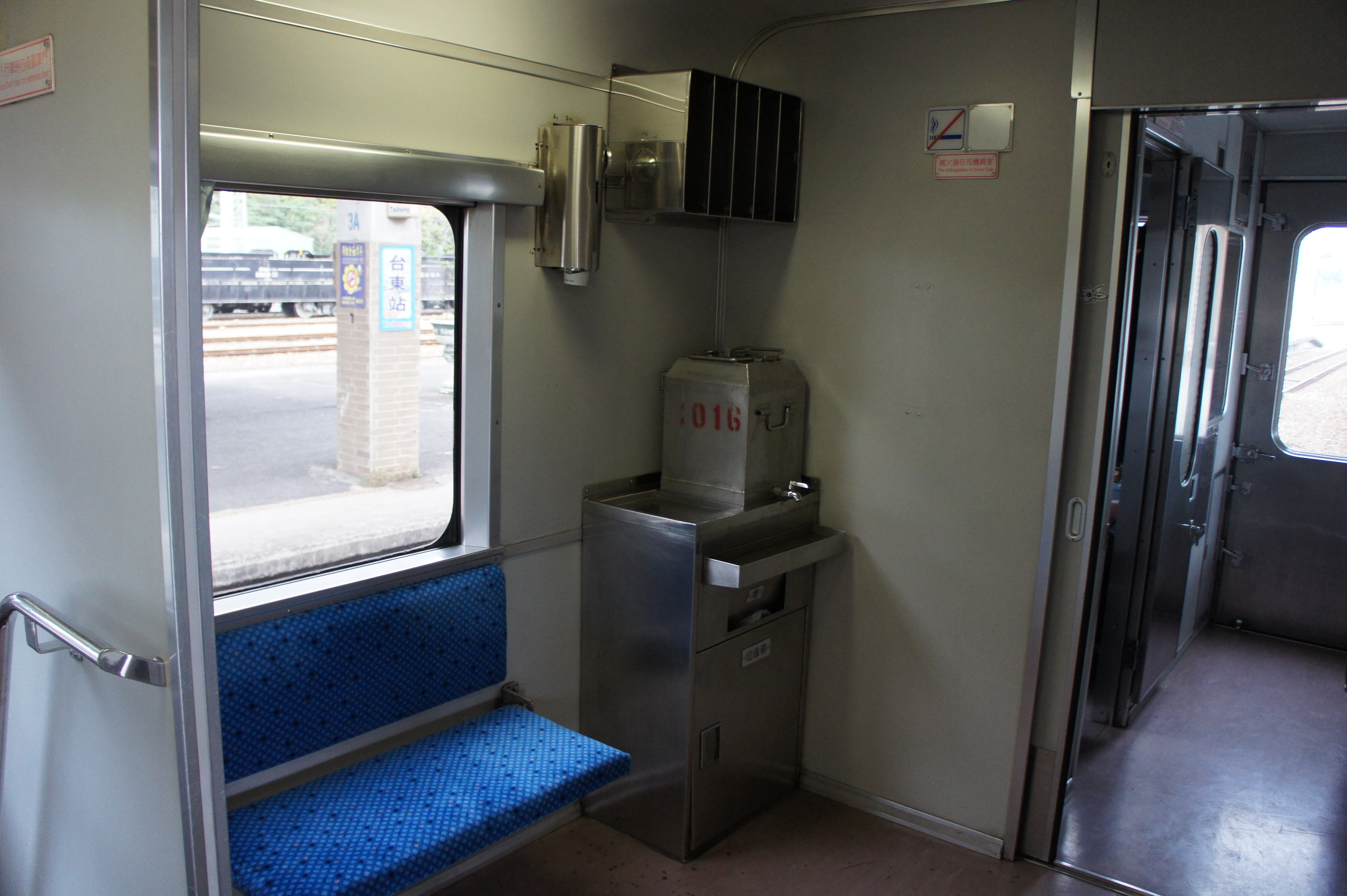
乗務員室後方部にある給水器
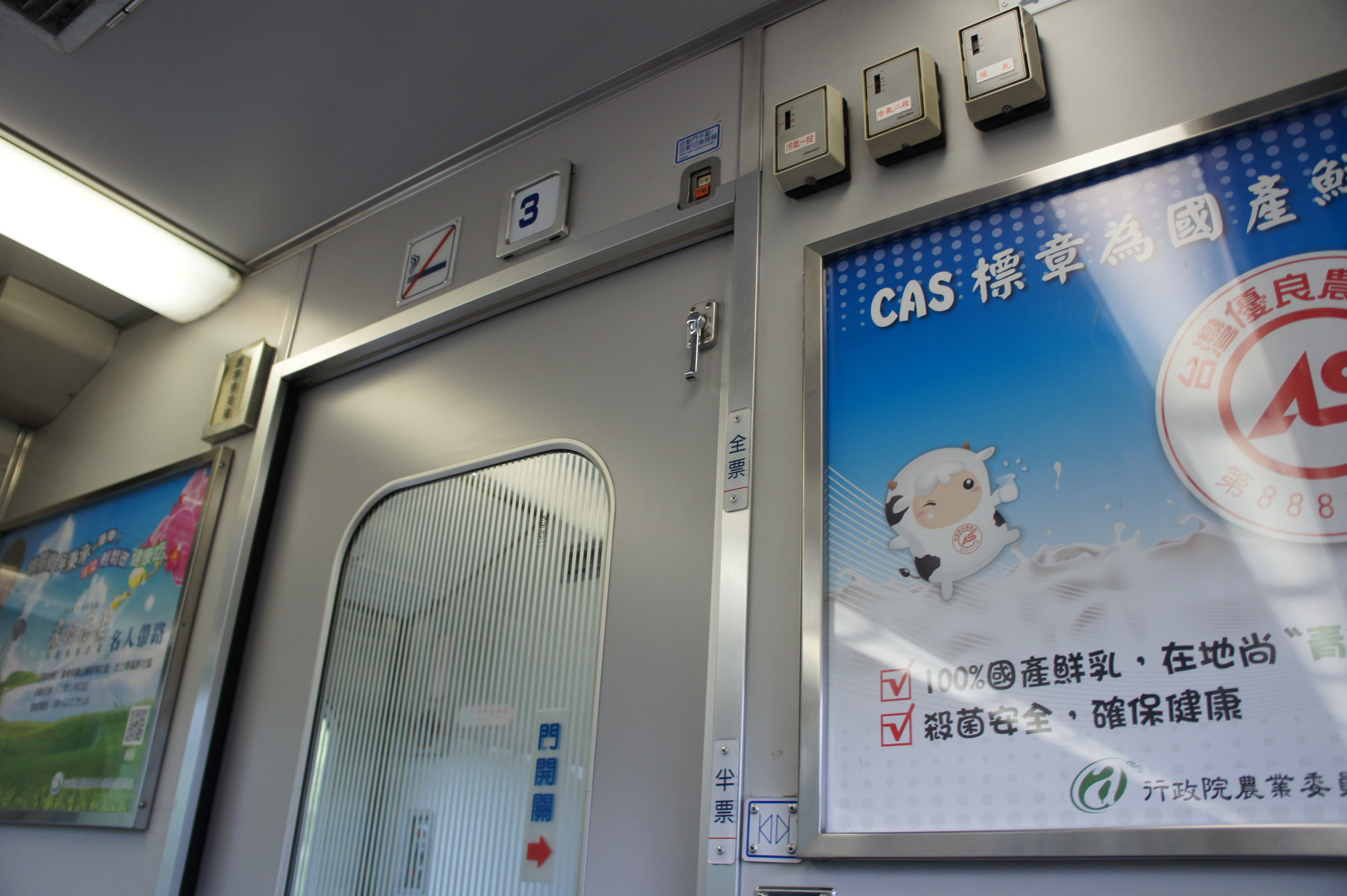
車内の自動・手動ドア切替スイッチ・空調スイッチ。日本の電車のものと共通。
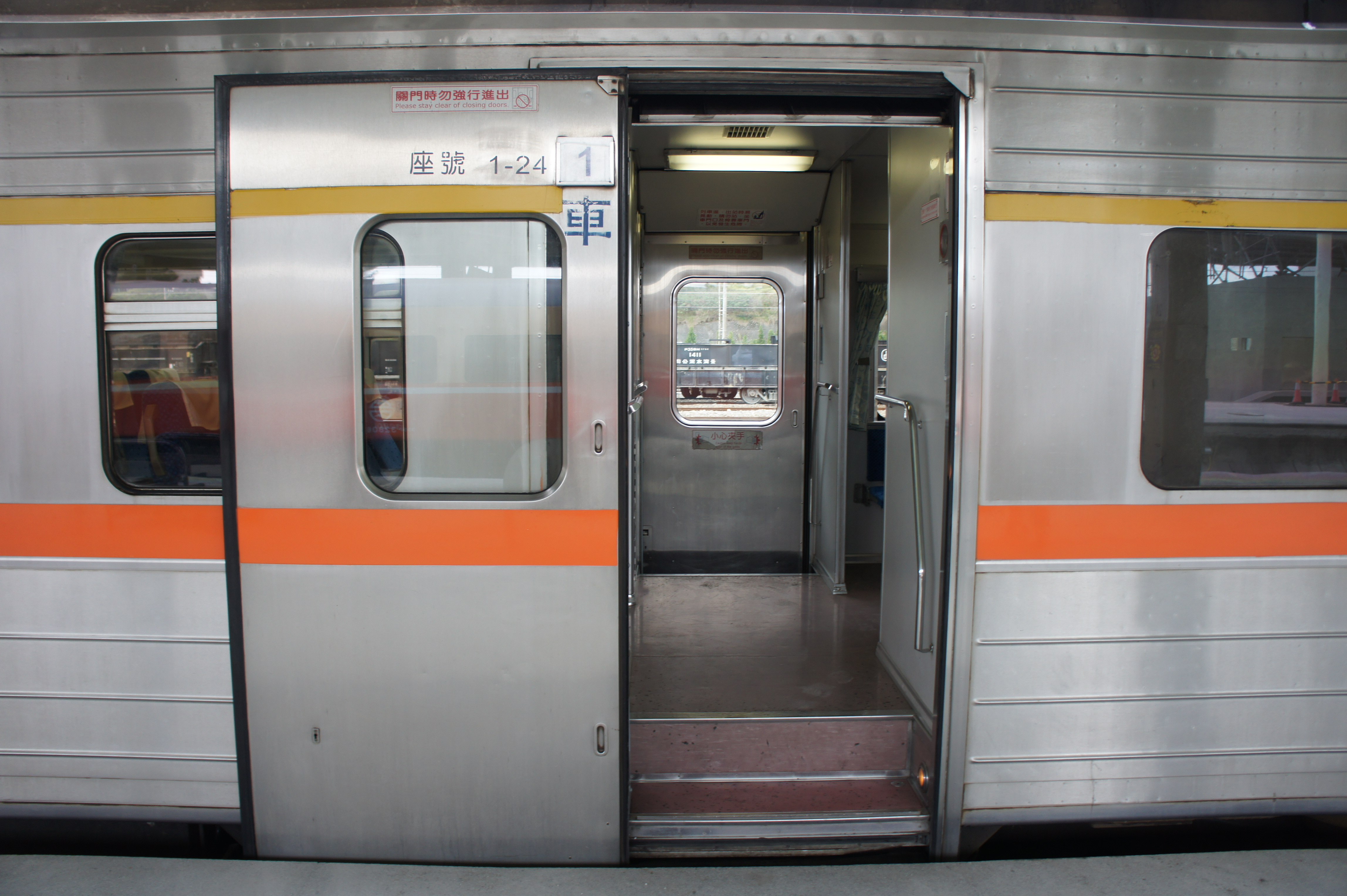
乗降用ドア。プラグドアで自動開閉する。